# Пикунчес
Департамент Пикунчес  (исп. Departamento de Picunches) — департамент в Аргентине в составе провинции Неукен.
Территория — 5913 км². Население — 7022 человек. Плотность населения — 1,20 чел./км².
Административный центр — Лас-Лахас.

## География
Департамент расположен на западе провинции Неукен.
Департамент граничит:
- на севере — с департаментом Лонкопуэ
- на северо-востоке — с департаментом Аньело
- на юго-востоке — с департаментом Сапала
- на юге — с департаментом Катан-Лиль
- на юго-западе — с департаментом Алумине
- на западе — с Чили

## Демография
По данным Национального института статистики и переписи населения в Аргентине на 2010 год численность жителей департамента была 7022 против 6427 человек в 2001 году, что составило рост на 9,3%.

## Административное деление
Департамент включает 3 муниципалитета:
- Лас-Лахас
- Бахада-дель-Агрио
- Кили-Малаль

## Важнейшие населенные пункты[3]
| № | Населённый пункт  | Населённый пункт (исп.) | Категория | Население чел. (2010) | На карте                        |
| - | ----------------- | ----------------------- | --------- | --------------------- | ------------------------------- |
| 1 | Лас-Лахас         | Las Lajas               | город     | 4464                  | 38°31′27″ ю. ш. 70°21′49″ з. д. |
| 2 | Бахада-дель-Агрио | Bajada del Agrio        | поселок   | 792                   | 38°24′28″ ю. ш. 70°01′53″ з. д. |
| 3 | Ла-Буйтрера       | La Buitrera             | поселок   | 432                   | 38°33′20″ ю. ш. 70°22′13″ з. д. |
| 4 | Кили-Малаль       | Quili Malal             | поселок   | 23                    | 38°19′33″ ю. ш. 69°48′51″ з. д. |

## Общины
- Агрио-дель-Медио
- Мальин-Кемадо
- Вилья-дель-Агрио
- Пэнья-Аичоль